# In My Defence

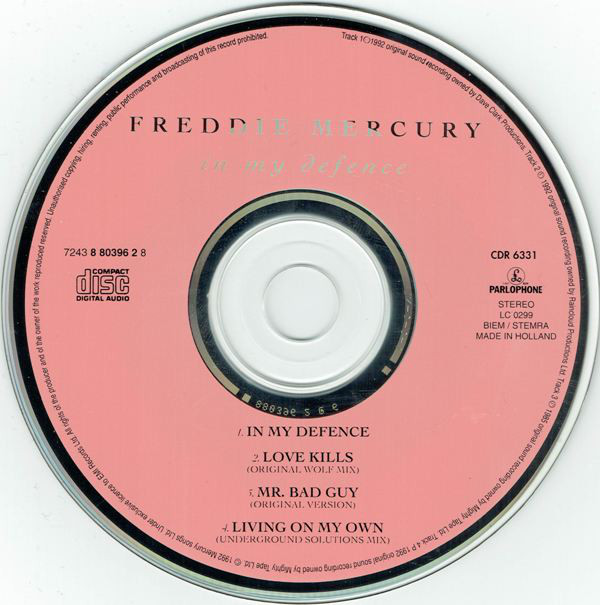
un disque contenant le son de Freddie Mercury

Pour l'album d'Iggy Azalea, voir In My Defense.
In My Defence est une chanson de Freddie Mercury sortie en octobre 1985.

## Contexte
La chanson a été écrite par Dave Clark, David Soames et Jeff Daniels.  Enregistrée à Abbey Road en octobre 1985 comme un projet solo, environ six mois après Mr. Bad Guy. Mercury a interprété la chanson en duo avec Cliff Richard, ce fut la dernière fois que Freddie chantait en concert. Sa dernière performance était à Barcelone en 1988 avec Montserrat Caballé, mais cette performance était en play-back.
Plusieurs remix sont sortis quelques années après.
Cette chanson est en fait la 16e chanson tirée de la comédie musicale Time, sortie en 1986, face B du premier disque.

## Clip Vidéo
Le clip, réalisé après la mort de Mercury, par Rudi Dolezal est un montage mettant en vedette des vidéos passées, des clichés privés, ainsi que les points saillants de la carrière de Freddie. Dolezal voulut que la vidéo montre Mercury « être heureux et avoir du bon temps »[réf. nécessaire]. Il dispose également plusieurs citations d'entretiens avec Freddie et se termine avec la ligne « je t'aime toujours » de These Are the Days of Our Lives.